# Salem (Nou Mèxic)
Salem és una concentració de població designada pel cens dels Estats Units a l'estat de Nou Mèxic. Segons el cens del 2000 tenia 795 habitants.

## Demografia
Segons el cens del 2000, Salem tenia 795 habitants, 178 habitatges, i 160 famílies. La densitat de població era de 237,9 habitants per km².
Dels 178 habitatges en un 67,4% hi vivien nens de menys de 18 anys, en un 70,8% hi vivien parelles casades, en un 9% dones solteres, i en un 10,1% no eren unitats familiars. En el 7,3% dels habitatges hi vivien persones soles el 5,6% de les quals corresponia a persones de 65 anys o més que vivien soles. El nombre mitjà de persones vivint en cada habitatge era de 4,47 i el nombre mitjà de persones que vivien en cada família era de 4,74.
Per edats la població es repartia de la següent manera: un 46,9% tenia menys de 18 anys, un 10,9% entre 18 i 24, un 23,5% entre 25 i 44, un 13,2% de 45 a 60 i un 5,4% 65 anys o més.
L'edat mediana era de 19 anys. Per cada 100 dones de 18 o més anys hi havia 107,9 homes.
La renda mediana per habitatge era de 14.934 $ i la renda mediana per família de 16.591 $. Els homes tenien una renda mediana de 21.705 $ mentre que les dones 12.292 $. La renda per capita de la població era de 7.405 $. Aproximadament el 49,3% de les famílies i el 53,3% de la població estaven per davall del llindar de pobresa.

## Poblacions més properes
El següent diagrama mostra les poblacions més properes.